# Decreto de Nazaret

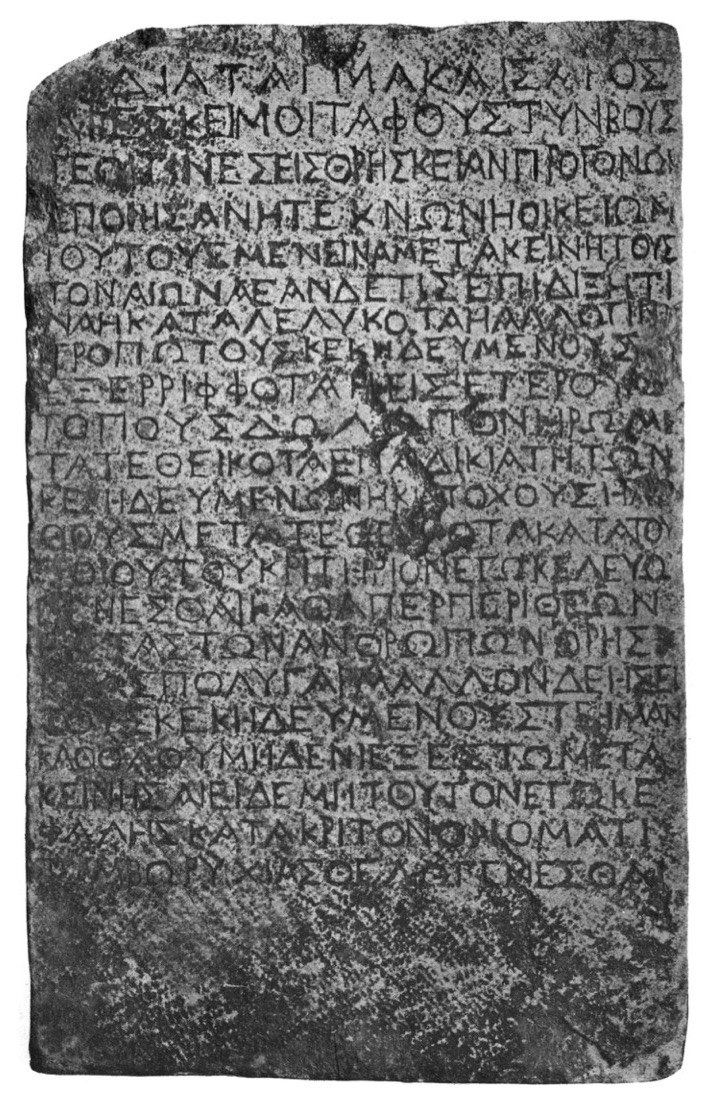
La inscripción en un fascímil publicado en 1930.

El Decreto de Nazaret o Inscripción de Nazaret es una tablilla de mármol inscrita en griego con un edicto de un césar anónimo que ordena la pena capital para cualquier persona sorprendida allanando tumbas. Está datada con base en su epigrafía en la primera mitad del siglo I d. C.. Su origen es desconocido, pero un coleccionista francés adquirió la piedra en Nazaret. En la actualidad forma parte de las colecciones del Museo del Louvre.
El texto es interpretado por académicos en el contexto de la ley romana relativa a la exhumación y el entierro, mencionada también por Plinio el Joven. La inscripción es de interés para algunos autores por su relación indirecta con la historicidad de Jesús, aunque el texto no contiene ninguna referencia a Jesús de Nazaret. Un estudio de 2020 de los isótopos del mármol mostró que la tablilla provenía de una cantera en la isla griega de Kos, lo que arroja muchas dudas sobre la teoría de que tiene alguna relación con Jesús y, en cambio, puede haber sido inscrita como una reacción a la profanación de la tumba del tirano de Kos, Nikias, alrededor del 20 a. C..

## Descripción y origen
La tablilla de mármol mide 24 por 15 pulgadas, con la inscripción en griego koiné que aparece en catorce líneas. Fue adquirido en 1878 por Wilhelm Fröhner (1834-1925) y enviado desde Nazaret a París. Fröhner ingresó el artículo en su inventario de manuscritos con la nota "Dalle de marbre envoyé de Nazareth en 1878". Aunque indica que el mármol fue enviado desde Nazaret, la nota no dice que fuese descubierto allí. Nazaret era un importante mercado de antigüedades en la década de 1870, al igual que Jerusalén, y puede haber sido "solamente [...] un centro de envío" para el artículo.
La inscripción, con un facsímil, fue publicada en 1930 por Franz Cumont, el cual había sido alertado por Mikhail Rostovtseff.

## Texto
El griego usado en la inscripción es relativamente pobre. Clyde E. Billington proporciona la siguiente traducción al inglés:

Edicto del César:
Es mi decisión [en referencia a] sepulturas y tumbas, las haya hecho quien quiera que sea según las observancias religiosas de los padres, hijos o miembros de la familia, que permanezcan intactas para siempre. Pero si alguno denuncia legalmente que otro ha destruido, o de alguna manera ha sacado a los que han sido sepultados, o ha movido con mala intención a los que han sido sepultados a otros lugares, comentiendo un crimen contra ellos, o ha movido piedras que sellaban sepulcros, contra tal persona, yo ordeno que se cree un tribunal judicial, tal y como [se hace] en referencia a los dioses en observancias humanas de religiones, más aún será obligatorio tratar con honor a los que han sido sepultados. No debéis permitir a nadie que mueva [a aquellos que han sido sepultados] en absoluto. Pero si [alguien lo hace], yo deseo que el [violador] sufra la pena capital bajo el título de rompedor de tumbas.

## Antecedentes legales y culturales
La violatio sepulcri (violación de sepulcros) era un crimen bajo la ley romana, como apuntó Cicerón (muerto el 43 a. C.). El Decreto de Nazaret prescribe la pena de muerte por este delito. Una tumba en la cual se habían realizado debidamente ritos funerarios se convertía en un locus religiosus (lugar religioso), perteneciente al reino divino más que al humano (defixio).: 144  Las tumbas imperiales romanas tenían inscritas habitualmente una maldición (defixio) contra aquel que desacralizase la tumba.: 144 

## Análisis
Francis de Zulueta data la inscripción, basándose en el estilo de las letras, entre el 50 a. C. y 50 d. C., con una mayor probabilidad de provenir de alrededor del cambio de era. Como el texto usa la forma plural "dioses", Zulueta concluyó que lo más probable es que provenga del distrito helenizado de Decápolis. Al igual que Zulueta, J. Spencer Kennard Jr. señaló que la referencia al "César" indicaba que "la inscripción debe haberse derivado de algún lugar de Samaria o Decápolis; Galilea fue gobernada por un príncipe clientelar hasta el reinado de Claudio".: 232 
Ha sido de interés para los historiadores del Nuevo Testamento.: 89  Algunos autores, citando el supuesto origen galileo de la inscripción, la interpretaron como la clara reacción de la Roma imperial ante la tumba vacía de Jesús: 89  y específicamente como un edicto de Claudio, quien reinó entre el 41 y el 54 d. C.. Si la inscripción es originalmente de Galilea, no puede fecharse antes del 44, año en que se impuso allí el dominio romano.
Sin embargo, el estudio de isótopos del mármol de 2020 publicado en la revista «Journal of Archaeological Science» aclaró el origen de la tablilla y apunta a otra interpretación. Los científicos tomaron una muestra de la parte posterior de la tableta y utilizaron la ablación con láser para ayudar a determinar la proporción de isótopos de la piedra. El enriquecimiento de carbono 13 y el agotamiento de oxígeno 18 permitieron una identificación segura de la fuente del mármol como proveniente de una cantera de la isla de Kos. El equipo propuso que el edicto fue emitido por Augusto después de la profanación de la tumba del tirano Nikias de Kos.